# A Night at the Opera Tour
De A Night at the Opera Tour is de vierde tournee van de Engelse rockgroep Queen ter promotie van het album A Night at the Opera.

## Tracklist
1. Bohemian Rhapsody (rockgedeelte)
2. Ogre Battle
3. Sweet Lady
4. White Queen (As It Began)
5. Flick of the Wrist
6. Bohemian Rhapsody (reprise)
7. Killer Queen
8. The March of the Black Queen
9. Bohemian Rhapsody (outro)
10. Bring Back That Leroy Brown
11. Son and Daughter
12. The Prophet's Song
13. Stone Cold Crazy
14. Doin' All Right
15. Keep Yourself Alive
16. Seven Seas of Rhye
17. Liar
18. In the Lap of the Gods... Revisited

Toegift:
1. Now I'm Here
2. Big Spender
3. Jailhouse Rock
4. God Save the Queen (tape)

### Minder voorkomende nummers
1. Lazing on a Sunday Afternoon (Japan + enkele Amerikaanse shows)
2. Modern Times Rock 'n' Roll
3. See What a Fool I've Been
4. Hangman (volledig of in medley met Modern Times Rock 'n' Roll)
5. Shake Rattle and Roll
6. Stupid Cupid
7. Be Bop a Lula
8. Saturday Night's All Right for Fighting
9. Father to Son

## Toerdata

### Verenigd Koninkrijk
- 14 en 15 november 1975 - Liverpool, Engeland - Empire Theatre
- 16 november 1975 - Coventry, Engeland - Theatre
- 17 en 18 november 1975 - Bristol, Engeland - Colston Hall
- 19 november 1975 - Cardiff, Wales - Capitol
- 21 november 1975 - Taunton, Engeland - Odeon
- 23 november 1975 - Bournemouth, Engeland - Winter Gardens
- 24 november 1975 - Southampton, Engeland - Gaumont Theatre
- 26 en 26 november 1975 (twee optredens op een dag) - Manchester, Engeland - Free Trade Hall
- 29 november, 30 november, 1, 2 en 3 december 1975 - Londen, Engeland - Hammersmith Apollo
- 7 december 1975 - Wolverhampton, Engeland - Civic Hall
- 8 december 1975 - Preston, Engeland - Guildhall
- 9 en 10 december 1975 - Birmingham, Engeland - Odeon
- 11 december 1975 - Newcastle upon Tyne, Engeland - City Hall
- 13 december 1975 - Dundee, Schotland - Caird Hall
- 14 december 1975 - Aberdeen, Schotland - Capitol
- 15 en 16 december 1975 - Glasgow, Schotland - Apollo Theatre
- 24 december 1975 - Londen, Engeland - Hammersmith Apollo

### Verenigde Staten
- 27 januari 1976 - Waterbury, Connecticut, Verenigde Staten - Palace Theatre
- 29 en 30 januari 1976 - Boston, Massachusetts, Verenigde Staten - Music Hall
- 31 januari, 1 en 2 februari 1976 - Philadelphia, Pennsylvania, Verenigde Staten - Tower Theater
- 5, 6, 7 en 8 februari 1976 - New York, New York, Verenigde Staten - Beacon Theatre
- 11 en 12 februari 1976 - Detroit, Michigan, Verenigde Staten - Masonic Temple
- 13 februari 1976 - Cincinnati, Ohio, Verenigde Staten - Riverfront Coliseum
- 14 februari 1976 - Cleveland, Ohio, Verenigde Staten - Public Hall
- 15 februari 1976 - Toledo, Ohio, Verenigde Staten - Toledo Sports Arena
- 18 februari 1976 - Saginaw, Michigan, Verenigde Staten - Saginaw Civic Center
- 19 februari 1976 - Columbus, Ohio, Verenigde Staten - Veterans Memorial Auditorium
- 20 februari 1976 - Pittsburgh, Pennsylvania, Verenigde Staten - Stanley Theater
- 23 en 24 februari 1976 - Chicago, Illinois, Verenigde Staten - Auditorium Building
- 26 februari 1976 - Saint Louis, Missouri, Verenigde Staten - Kiel Auditorium
- 27 februari 1976 - Indianapolis, Indiana, Verenigde Staten - Joe Louis Arena
- 28 februari 1976 - Madison, Wisconsin, Verenigde Staten - Dane County Coliseum
- 29 februari 1976 - Fort Wayne, Indiana, Verenigde Staten - Allen County War Memorial Coliseum
- 1 maart 1976 - Milwaukee, Wisconsin, Verenigde Staten - Milwaukee Auditorium
- 3 maart 1976 - Saint Paul, Minnesota, Verenigde Staten - Roy Wilkins Auditorium
- 7 maart 1976 - Berkeley, Californië, Verenigde Staten - Berkeley Community Theatre
- 9, 9 (twee concerten op een dag), 10, 11 en 12 maart 1976 - Santa Monica, Californië, Verenigde Staten - Santa Monica Civic Auditorium
- 13 maart 1976 - San Diego, Californië, Verenigde Staten - San Diego Sports Arena

### Japan
- 22 maart 1976 - Tokio, Japan - Nippon Budokan
- 23 maart 1976 - Nagoya, Japan - Aichi Prefectural Gymnasium
- 24 maart 1976 - Himeji, Japan - Himeji Kosei Nenkin Hall
- 26 en 26 maart 1976 (twee concerten op een dag) - Fukuoka, Japan - Kyuden Kinen Taiikukan
- 29 en 29 maart 1976 (twee concerten op een dag) - Osaka, Japan - Osaka Kosei Nenkin Hall
- 31 maart en 1 april 1976 - Tokio, Japan - Nippon Budokan
- 2 april 1976 - Sendai, Japan - Miyagi Prefectural Sport Center
- 4 april 1976 - Tokio, Japan - Ryogoku Nihon University Auditorium

### Australië
- 11 april 1976 - Perth, Australië - Perth Entertainment Centre
- 14 en 15 april 1976 - Adelaide, Australië - Apollo Stadium
- 17 en 18 april 1976 - Sydney, Australië - Hordern Pavilion
- 19 en 20 april 1976 - Melbourne, Australië - Festival Hall
- 22 april 1976 - Brisbane, Australië - Festival Hall